# PML-тельца
PML-тельца́ (также известные как я́дерные тельца́ промиелоци́тной лейкеми́и, я́дерные тельца́ PML, я́дерные доме́ны 10) — сферические тельца диаметром 0,1—1,0 мкм, имеющиеся в ядрах клеток многих тканей и большинства линий и входящие в состав ядерного матрикса. Ключевой организующий компонент PML-телец — белок PML, который привлекает в PML-тельца множество разнообразных белков, которые объединяет только способность подвергаться сумоилированию (посттрансляционная модификация, заключающаяся в прикреплении белков SUMO к белку-мишени). В тельцах PML белки подвергаются посттрансляционным модификациям (особенно сумоилированию), которые приводят к изоляции белков в PML-тельцах, активации или деградации. По морфологическим признакам выделяют несколько подтипов PML-телец, причём все они характеризуются наличием электроноплотной оболочки и внутренней коровой части.
Появление и функционирование PML-телец регулируется такими факторами клеточного стресса, как вирусные инфекции, повреждение ДНК, трансформация и окислительный стресс. Транскрипция белка PML и нескольких белков, с которыми он взаимодействует, значительно изменяется под действием интерферонов. Интересно, что мыши, нокаутные по белку PML, не могут формировать нормальные PML-тельца, но, тем не менее, развиваются и живут нормально, по этой причине PML-тельца, вероятно, не выполняют каких-то исключительно важных и незаменимых биологических функций.

## История изучения
Впервые PML-тельца были обнаружены в 1960-х годах как внутриядерные сферические плотные тельца, различимые в электронный микроскоп. Были описаны два вида этих телец: фибриллярные и гранулярные, которые заключали в себе микрогранулы, предположительно, соответствующие рибонуклеопротеинам. Позднее PML-тельца были визуализированы с помощью иммунофлуоресцентной микроскопии с использованием аутоиммунной сыворотки, полученной от пациентов с первичным билиарным циррозом печени. С помощью этого метода в 1991 году был обнаружен первый белок, ассоциированный с PML-тельцами, — SP100, а также детально охарактеризованы сами PML-тельца. Впоследствии было обнаружено, что в тех же тельцах, в которых локализуется белок SP100, локализуется и белок PML. Белок PML интересен тем, что обнаруживается при острой промиелоцитной лейкемии (англ. acute promyelocytic leukemia, APL) в виде конъюгата с α-рецептором ретиноевой кислоты (PML/RARA-онкопротеин). В клетках APL PML-тельца разрушаются под действием PML/RARA. При этом при лечении APL ретиноевой кислотой и оксидом мышьяка(III), которое запускает деградацию PML/RARA, PML-тельца снова появлялись. Дальнейшее изучение показало, что PML-тельца претерпевают изменения под действием стрессовых условий, таких как вирусные инфекции, тепловой шок и наличие тяжёлых металлов. В настоящее время активно изучается динамика PML-телец, их связь с другими компонентами ядра, сборка, привлечение в них разнообразных белков и функции на уровне клетки и целого организма.

## Структура и состав
Типичное PML-тельце представляет собой сферический объект диаметром 0,1—1 мкм, который может иметь или не иметь микрогранулярную сердцевину. Обычно в клетках, содержащих PML-тельца, имеется от 5 до 15 PML-телец. Они состоят преимущественно из белков и, как правило, не содержат ДНК или РНК. Внешняя оболочка телец сформирована белком PML, а белки, с которыми он взаимодействует, находятся внутри. Как и многие другие ядерные тельца, PML-тельца находятся в интерхромосомном пространстве, где зачастую соседствуют с другими ядерными тельцами. Хотя PML-тельца не содержат ДНК, они часто связаны со специфическими локусами, например, с кластером генов главного комплекса гистосовместимости (MHC) I класса; предполагается, что PML-тельца регулируют архитектуру хроматина и транскрипцию генов этого локуса. Изменения хроматина в ходе транскрипции или в зависимости от стадии клеточного цикла модулируют структуру и количество PML-телец. Структура PML-телец значительно изменяется при вирусных инфекциях: например, на периферии или в центральной части этих телец могут накапливаться вирусные геномы.
Простые PML-тельца (I и II типов) и оболочки сложных PML-телец (тип III, IVa и V) состоят из нехроматинового фибриллярного материала. Такие PML-тельца выделяются вместе с ядерным матриксом и связаны с его фиброгранулярным компонентом при помощи специальных выступов на их поверхности. 
Сложные PML-тельца под фибриллярной оболочкой содержат компонент гранулярного строения, вероятно, состоящий из рибонуклеопротеинов. Было высказано предположение, что некоторые из гранулярных PML-телец отпочковываются от ядрышка; эта гипотеза подтверждается наличием в сложных PML-тельцах специфических РНК-связывающих белков. Неизвестно, какие факторы определяют наличие у PML-телец микрогранулярного кора, и его состав плохо изучен. Показано, что в некоторых тельцах он содержит только что синтезированные РНК, а в других — нет. Ряд исследований показал, что PML-тельца могут быть связаны с экспортом мРНК и трансляцией посредством эукариотического фактора инициации трансляции EIF4E. 
В некоторых клетках описаны крупные структуры, содержащие элементы ядрышка; они получили название ядерных телец, ассоциированных со старением (англ. senescence-associated nuclear bodies, SANBs). Эти тельца тоже имеют оболочку из PML-белка, однако остальные белки, характерные для PML-телец, находятся не во внутренней части, а непосредственно на оболочке. 
В состав PML-телец входят такие белки, как SUMO, DAXX, SP100, LYSP100 (гомолог SP100), ISG20, PML, NDP55. Другие белки, такие как PIC1/SUMO-1, обычно связанные с ядерными порами, также могут входить в состав PML-телец. Все эти белки могут реорганизовываться и диспергировать в ответ на разного рода стресс (стимуляцию или тепловой шок).
В человеческих эмбриональных стволовых клетках PML-тельца формируют «розетки» вокруг центромер или находятся между двумя центромерами. Такие PML-тельца не содержат белков SUMO, SP100 и DAXX, и их роль в биологии стволовых клеток остаётся неизвестной. Кроме того, PML-тельца выявляются вблизи центромер в клетках, обработанных ингибитором протеасом, в G2-фазе клеточного цикла.
В клетках, которые не экспрессируют теломеразу и поддерживают длину теломер посредством гомологичной рекомбинации, имеются PML-тельца, ассоциированные с альтернативным удлинением теломер (англ. alternative lengthening of telomeres-associated PML bodies, APBs). Эти PML тельца содержат два типа факторов репарации двуцепочечных разрывов ДНК и гомологичной рекомбинации: Rad50/Mre11/NBS1-комплекс и Rad51/Rad52, а также фактор репликации А, хеликазу BLM и факторы, связывающие теломерные повторы (TRF1 и TRF2), причём почти все эти белки сумоилированы. В таких клетках теломеры активно удваиваются в S/G2-фазах клеточного цикла.

## Динамика
Исследования с использованием методов FRET и FRAP показали, что белок PML — это стабильный компонент PML-телец, а белки, которые с ним взаимодействуют, более мобильны, хотя на некоторое время и задерживаются в PML-тельцах. Сами по себе PML-тельца не очень мобильны, хотя по ходу клеточного цикла они могут делиться и сливаться друг с другом. В ходе S-фазы PML-тельца делятся надвое, при митозе исчезают, а во время перехода из митоза в G1-фазу появляются снова. В ходе митоза белки PML остаются связанными друг с другом, но фосфорилируются, десумоилируются и высвобождают своих белков-партнёров. Во время митоза до разрушения ядерной оболочки в прометафазе PML-тельца теряют связь с хроматином и становятся более мобильными. Сам белок PML при митозе взаимодействует с ядерными мембранами и нуклеопоринами, облегчая формирование ядерной оболочки при переходе от телофазы к G1-фазе. Во время этого перехода в ядро возвращаются SP100 (раньше) и DAXX (позже), взаимодействуют со скоплениями белка PML и формируют PML-тельца. Цитоплазматические скопления белка PML выявляются даже в течение G1-фазы, но далее они медленно сокращаются.
Стрессовые воздействия, такие как тепловой шок или тяжёлые металлы, вызывают обратимую фрагментацию PML-телец путём отпочковывания от них микротелец, лишённых SUMO и большинства белков-партнёров PML. При завершении стрессового воздействия размер, местонахождение и количество PML-телец полностью восстанавливаются, свидетельствуя, что PML-тельца формируются в заранее определённых местах.
Было высказано предположение, что в основе формирования PML-телец лежит взаимодействие PML и SUMO. Действительно, в клетках с дефектами сумоилирования наблюдаются нарушения в PML-тельцах. Более того, сумоилирование может обеспечивать и привлечение в PML-тельца белков-партнёров PML, потому что большинство из них находятся в PML-тельцах в сумоилированном состоянии. В то же время, изоформы PML, неспособные взаимодействовать с SUMO, тем не менее, формируют нормальные PML-тельца. Таким образом, роль сумоилирования в формировании PML-телец ещё не определена.

## Функции
Белок PML задействован в регуляции таких важных клеточных процессов, как транскрипция, апоптоз, старение, ответ на повреждения ДНК, устойчивость к вирусам. Белки-партнёры PML подвергаются в PML-тельцах посттрансляционным модификациям, влияющим на их функционирование. Например, внутри PML-телец находится много ферментов, модифицирующих p53 (CBP, HDM2, HIPK2 и HAUSP). Происходящее в PML-тельцах ацетилирование, сумоилирование и фосфорилирование p53 положительно регулируют работу p53. Транслокация в PML-тельца может влиять на активность некоторых протеинкиназ; так, в PML-тельцах фосфатаза PP2A дефосфорилирует киназу AKT, а PP1A, как предполагают, дефосфорилирует белок ретинобластомы (pRb). В случае некоторых киназ, например, CHEK2, локализация в PML-тельцах способствует их аутофосфорилированию. Есть свидетельства того, что в клетках дрожжей PML может непосредственно увеличивать глобальный уровень сумоилирования белков, и PML-тельца увеличивают степень сумоилирования некоторых белков-партнёров PML.
Первой установленной функцией PML-телец было накопление и изоляция определённых белков. Таким белком является, например, DAXX. Изоляция DAXX при помощи сумоилированного PML, входящего в состав PML-телец, отменяет репрессию транскрипции некоторых генов, а также регулирует апоптоз. Похожая ситуация имеет место в случае гистонов и гистоновых шаперонов в стареющих клетках. При старении клеток наблюдается формирование особого типа гетерохроматина, которое инициируется при накоплении гистоновых шаперонов HIRA и ASF1a, а также белка HP1, внутри PML-телец.
В PML-тельцах накапливаются некоторые нестабильные белки, а также протеасомы и убиквитин. Более того, имеются свидетельства, что внутри PML-телец белки-партнёры PML подвергаются деградации.
Накапливаются свидетельства функционирования PML-телец в качестве сенсоров активных форм кислорода. В частности, они могут обеспечивать подходящий окислительно-восстановительный статус окружающей среды для работы сумоилирующих ферментов.
В настоящее время PML-тельца рассматривают как часть врождённого иммунитета, обеспечивающего защиту от вирусных инфекций. При вирусных инфекциях зачастую внутри PML-телец накапливаются вирусные геномы и белки. У многих ДНК-содержащих вирусов, репликация геномов которых происходит в ядре, таких как человеческий цитомегаловирус или вирус простого герпеса первого типа, геномы связываются с PML-тельцами сразу при попадании в ядро. В PML-тельцах геномы подвергаются эпигенетическому сайленсингу, что подавляет развитие инфекции. В подавлении вирусных инфекций участвуют такие белки PML-телец, как PML, DAXX, SP100 и ATRX. Репликация вируса ветряной оспы подавляется PML-тельцами по другому механизму. При заражении этим вирусом увеличившиеся в размерах PML-тельца захватывают только что собранные вирусные нуклеокапсиды благодаря взаимодействию особой изоформы PML-белка с белком капсида ORF23, что препятствует выходу вирусных частиц из ядра. PML-тельца также блокируют размножение аденовируса, папилломавируса и парвовируса. Кроме того, они влияют на течение жизненного цикла у некоторых цитоплазматических РНК-содержащих вирусов. Например, сообщается, что при инфекции, вызванной ВИЧ-1 и другими ретровирусами, PML-тельца быстро перемещаются из ядра в цитоплазму, влияя на течение жизненного цикла вируса в цитоплазме. Установлено, что PML-тельца влияют на жизненный цикл ретровирусов на уровне обратной транскрипции, хотя конкретный молекулярный механизм этого явления неясен.
Особые вирусные белки могут разрушать PML-тельца и способствуют развитию вирусной инфекции. В таблице ниже перечислены вирусные белки, которые разрушают PML-тельца по известному механизму.
| Вирус                                          | Белок     | Действие на PML-тельца                     |
| ---------------------------------------------- | --------- | ------------------------------------------ |
| Вирус простого герпеса первого типа            | ICP0      | Деградация PML                             |
| Вирус ветряной оспы                            | ORF61     | Беспорядочная локализация PML              |
| Цитомегаловирус                                | pp71      | Деградация DAXX и высвобождение ATRX       |
| Цитомегаловирус                                | IE1       | Беспорядочная локализация PML              |
| Цитомегаловирус                                | UL35      | Релокализация PML, SP100, DAXX             |
| Вирус Эпштейна — Барр                          | BZLF1     | Беспорядочная локализация PML              |
| Вирус Эпштейна — Барр                          | BZLF1/Rta | Беспорядочная локализация PML              |
| Вирус Эпштейна — Барр                          | BGLF4     | Беспорядочная локализация PML              |
| Вирус Эпштейна — Барр                          | BNRF1     | Нарушает взаимодействие ATRX и DAXX        |
| Вирус Эпштейна — Барр                          | EBNA1     | Деградация PML                             |
| Герпесвирус, ассоциированный с саркомой Капоши | K-Rta     | Деградация SUMO2/3-модифицированного PML   |
| Герпесвирус, ассоциированный с саркомой Капоши | ORF75     | Выход ATRX и DAXX из PML-телец             |
| Герпесвирус, ассоциированный с саркомой Капоши | LANA2     | Повышенное сумоилирование и деградация PML |
| Гаммагерпесвирус 68                            | ORF61     | Реорганизация PML                          |
| Гаммагерпесвирус 68                            | ORF75c    | Деградация PML                             |
| Герпесвирус саймири                            | ORF3      | Деградация SP100                           |
| Аденовирус                                     | E4orf3    | Реорганизация PML                          |

PML-тельца непосредственно связаны с сигнальной системой врождённого иммунитета. Так, обработка интерфероном усиливает экспрессию таких белков PML-телец, как PML и SP100, и усиливает их противовирусные свойства. Нехватка PML приводит к снижению способности интерферонов защищать от вирусных инфекций. PML-тельца связаны и с другими цитокинами. Например, в клетках, лишённых PML, наблюдается сниженная экспрессия провоспалительных цитокинов интерлейкина 1β и интерлейкина 6.

## Клиническое значение
Поскольку PML-тельца участвуют во многих клеточных процессах, подавляющих развитие опухолей, их разрушение лежит в основе такого ракового заболевания, как острая промиелоцитная лейкемия (APL). Как упоминалось выше, разрушение PML-телец часто происходит под действием химерного белка PML/RARA, представляющего собой белок PML, сшитый с α-рецептором ретиноевой кислоты. Он выступает как транскрипционный репрессор, мешающий нормальной дифференцировке миелоидных клеток и даёт клеткам APL способность к самообновлению. PML/RARA препятствует нормальной олигомеризации белка PML, что и приводит к разрушению PML-телец. Нарушения в строении гена PML выявляются у 95 % клеток APL. Показано также, что утрата PML часто наблюдается при раковых заболеваниях человека разного гистологического происхождения. 
В 2017 году было показано, что PML-тельца могут участвовать в развитии таких нейродегенеративных заболеваний, как болезнь нейрональных внутриядерных гиалиновых включений. Эозинофильные внутриядерные включения, появляющиеся в клетках пациентов, страдающих от этого заболевания, происходят от PML-телец.